# بيل باورمان
بيل باورمان (بالإنجليزية: Bill Bowerman)‏ عداء ومدرب أمريكي.
الميلاد: 19 فبراير، 1911، بورتلاند، أوريغون، الولايات المتحدة
الوفاة: 24 ديسمبر، 1999، فوسيل، أوريغون، الولايات المتحدة. كان بيل باورمان مدرب رياضات مختلفة في الماضي حيث كان يدرب الشباب على الجري والقفز وكرة القدم والتنس وكرة السلة ورياضات أخرى، حيث لاحظ ان احذية الرياضيين غير متناسبه مع الرياضة التي يلعبونها فقرر أن يصمم حذاءً رياضيا قويا يناسب رياضة الشباب فكان أول حذاء يصنعه مكونا من طبقة بلاستيكية رفيعة وقماس سميك قوي محشو بالقطن القاسي وقرر ان يجربه على امهر الرياضيين لديه فلاحظ أنه مناسب لجميع الرياضات إلا كرة القدم فقرر أن يصنع حذاءً آخر لكرة القدم فصنع حذاء غير رفيع به مسامير مغطاة بطبقة مكعبة من البلاستيك ومصنوع من الجلد القاسي والبلاستيك وصنع له رباطا من الخيوط الرفيعة المترابطة وجربه على رياضيين فوجد أنه مناسب.
ففكر ان يقيم متجر لصناعة الاحذية يالتعاون مع صديقه فيليب نايت وبنى متجر صغيرا وبدا يصنع الاحذيه ويكسب المال من بيعها هو وصديقه ومع مرور السنوات بدأت شركة نايك بالتوسع والتطور حتى أصبحت أكبر شركة في عصرنا تصنع فيها الحقائب والأحذية والملابس الرياضية التي توزع على اللاعبين من الفرق المشهورة ويقود هذه الشركة الآن فيليب نايت ونايك بيل باورمان وهو ابن المؤسس الذي سمى الشركة على اسمه ولم يكن قد بلغ 32 سنة. حتى وهو فخور بعمل والده الذي كلفه اياه قبل وفاته وبتطور الشركة مع مرور الأيام.

## روابط خارجية
- بيل باورمان على موقع الاتحاد الأمريكي لسباقات المضمار والميدان، قاعة المشاهير (الإنجليزية)

- Guide to the Bill Bowerman Papers at the University of Oregon
- Oregon Experience: Bill Bowerman
- National Distance Running Hall of Fame Induction نسخة محفوظة 7 فبراير 2007 على موقع واي باك مشين.
- Bill Bowerman Documentary produced by Oregon Public Broadcasting